# آلبرتو کونتادور
آلبرتو کونتادور ولاسکو (اسپانیایی: alˈβerto kontaˈðor βeˈlasko‎) اهل اسپانیا و متولد ۶ دسامبر ۱۹۸۲ یک دوچرخه‌سوار جادهٔ حرفه‌ای است. وی در محله پینتو در مادرید بزرگ شد، او دارای ۳ خواهر و برادر دیگر است که برادر کوچکترش دچار فلج مغزی شده‌است. کونتادور پس از تجربه کردن ورزش‌هایی چون فوتبال و دو و میدانی و دوچرخه‌سواری در نهایت در سن ۱۴ سالگی به لطف توجه برادر بزرگترش خاویر به او دوچرخه سواری را ادامه داد. در حال حاضر وی با همسرش ماکارنا در زمان‌هایی که در رقابت‌ها شرکت نمی‌کند در شهر پینتو ساکن است و علاقهٔ فراوانی به شکار و همچنین نگهداری پرندگان خانگی مانند قناری دارد.
وی به دلیل قهرمانی در هر سه گرند تور در بین پنج دوچرخه سوار برتر دنیا قرار گرفته‌است. این دوچرخه‌سوار اسپانیایی پیروزی در شش گرند تور از جمله کسب سه مقام قهرمانی در مسابقات توردوفرانس را در کارنامه حرفه‌ای خود دارد.

## قهرمانی‌ها

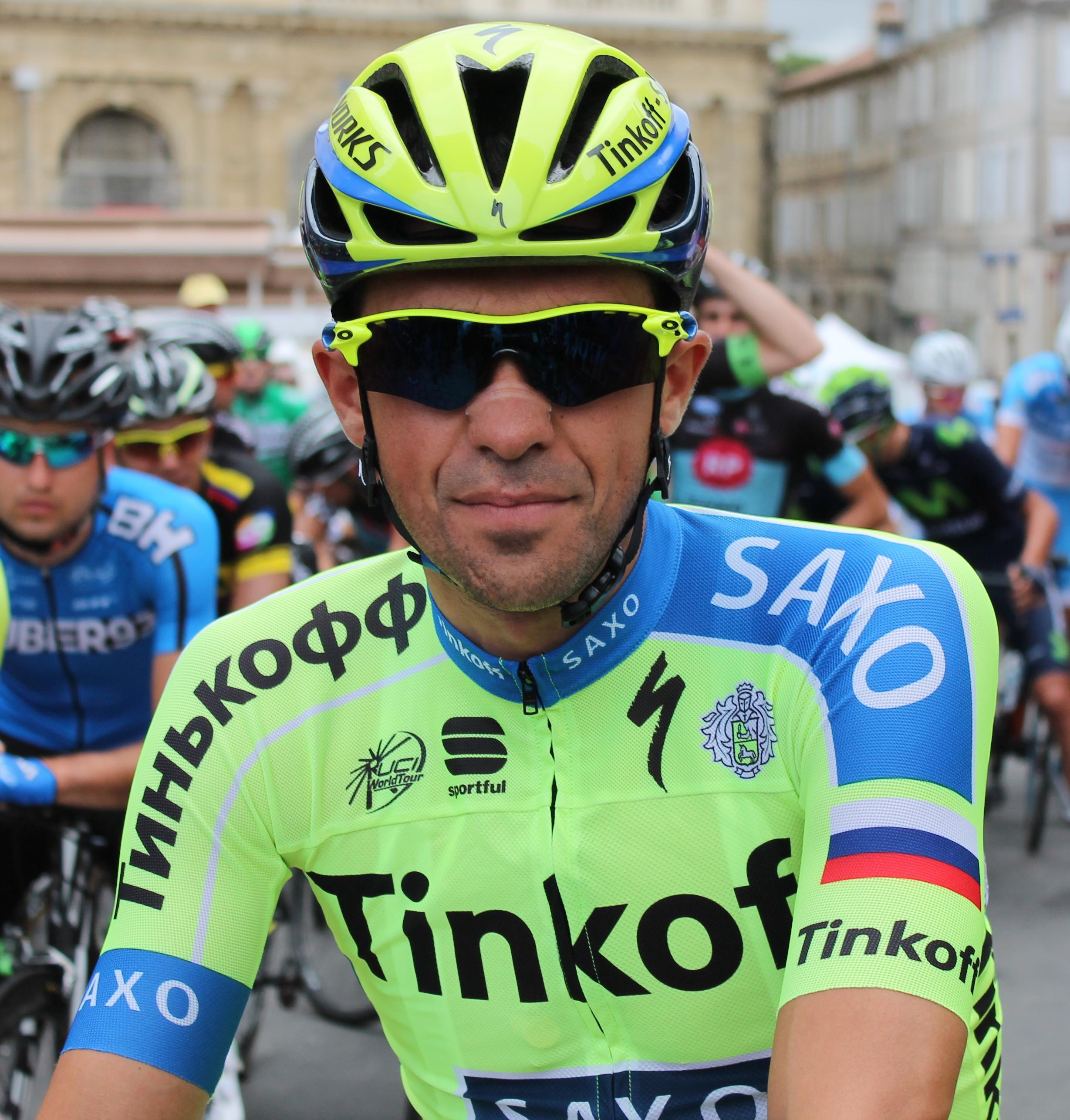
کونتادور در حالیکه لباس طلایی مسابقات را بر تن دارد. در بیستمین مرحله از مسابقات ووئلتا اسپانیا در سال ۲۰۰۸.

کونتادور نخستین مقام قهرمانی تور دو فرانس را در سال ۲۰۰۷ با حضور در ترکیب تیم کانال دیسکاوری و در مقابل کدل ایونز استرالیایی و لوی لایفایمر آمریکایی را کسب کرد.
کونتادور در توردوفرانس سال ۲۰۰۹ با تیم آستانا در برابر اندی اشلک لوگزامبورگی و لانس آرمسترانگ آمریکایی (هم‌تیمی خود و فاتح هفت دوره پیاپی تور دو فرانس) عنوان قهرمانی خود سال ۲۰۰۷ را تکرار کرد. سال بعد او مجدداً در برابر اندی اشلک و دنیس منچوف روس از عنوان خود به خوبی دفاع کرد.
کونتادور در جیرو دیتالیا در سال ۲۰۰۸ با غلبه بر ریکاردو ریکو و مارتسیو بروسگین از ایتالیا عنوان قهرمانی را از آن خود کرد. او در سال ۲۰۱۱ عنوان قهرمانی خود را در جیروی ایتالیا در برابر میکله اسکارپونی و وینچنزو نیبالی از ایتالیا تکرار کرد. در این مسابقه‌ها علاوه بر پیراهن مجموع انفرادی، پیراهن امتیازی را نیز کسب کرد.
علاوه بر عناوین یاد شده، کونتادور مقام نخست مسابقات ووئلتا اسپانیا در سال ۲۰۰۸ را در برابر لوی لایفایمر از ایالات متحده و کارلوس ساستره اسپانیایی به دست آورد.

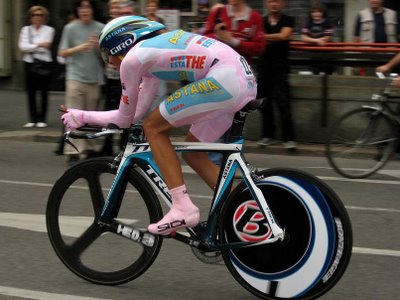
کونتادور با لباس صورتی در هجدهمین دور از مسابقات جیرو دیتالیا در سال ۲۰۰۸.

کونتادور سومین دوچرخه‌سواری بود که توانست مسابقات دوگانه «جیرو ـ وولتا» را در یک فصل فتح کند. او با این پیروزی به جمع ادی مرکس بلژیکی (۱۹۷۳) و جووانی باتاگلین ایتالیایی (۱۹۸۱) پیوست.
همچنین کونتادور پنجمین دوچرخه سوار (و البته اولین اسپانیایی) است که موفق به کسب مقام قهرمانی در هر سه تور بزرگ دنیا شده و به این ترتیب او به جمع گروه دوچرخه سواران نامداری از جمله ژاک آنکتیل فرانسوی، فلیچه جیموندی ایتالیایی، ادی مرکس بلژیکی و برنار اینوی فرانسوی پیوست.
کونتادور عموماً به دلیل تخصص خود در صعود از سربالایی و مسابقات چند مرحله‌ای شناخته شده‌است. مخصوصاً در مراحلی که خط پایان تور در نوک قله قرار دارد. بعد از اینکه او برتری قابل توجه خود را در مسابقات توردوفرانس در سال ۲۰۰۷ در مسابقه تایم تریل انفرادی نهایی از دست داد، وی با پیروزی در چندین مسابقه به یک تایم تریل رو توانا تبدیل شد. البته وی شهرتی را به عنوان یک «همه فن حریف» به دست آورده‌است یعنی دوچرخه سواری که قادر به رقابت در جنبه‌های مختلف مسابقات مرحله‌ای که نیازمند سطوح بالاتری از توانایی می‌باشد.

## محرومیت‌های ورزشی
کونتادور در اوائل سال ۲۰۱۲ به‌مدت دو سال از شرکت در مسابقات به دلیل دوپینگ محروم شد. وی متهم شد که تلاش کرده تا آثار مصرف داروهای انرژی زا را در خود بپوشاند. این درحالی است که او ضمن تأکید بر بی گناهی خود، اعلام کرده که مصرف گوشت مسموم باعث ایجاد اختلال در آزمایش دوپینگ بر روی او شده‌است. دادگاه رسیدگی به تخلفات ورزشی عنوان قهرمانی تور دو فرانس سال ۲۰۱۰ او را نیز لغو کرده‌است. وی یک روز پس از اعلام حکم محرومیت، با شرکت در کنفرانس مطبوعاتی گفت به تصمیم دادگاه عالی ورزش احترام خواهد گذاشت؛ ولی از دنیای ورزش کنار نخواهد رفت. وی همچنین المپیک ۲۰۱۲ لندن را نیز از دست داد.